# Symplectoscyphus confusus
Symplectoscyphus confusus är en nässeldjursart som beskrevs av Totton 1930. Symplectoscyphus confusus ingår i släktet Symplectoscyphus och familjen Sertulariidae. Inga underarter finns listade i Catalogue of Life.